# متنزه كوبو
متنزّه كوبو هو متنزّه تاريخي يقع في منطقة كوبو في مدينة ياش في رومانيا.

## تاريخ

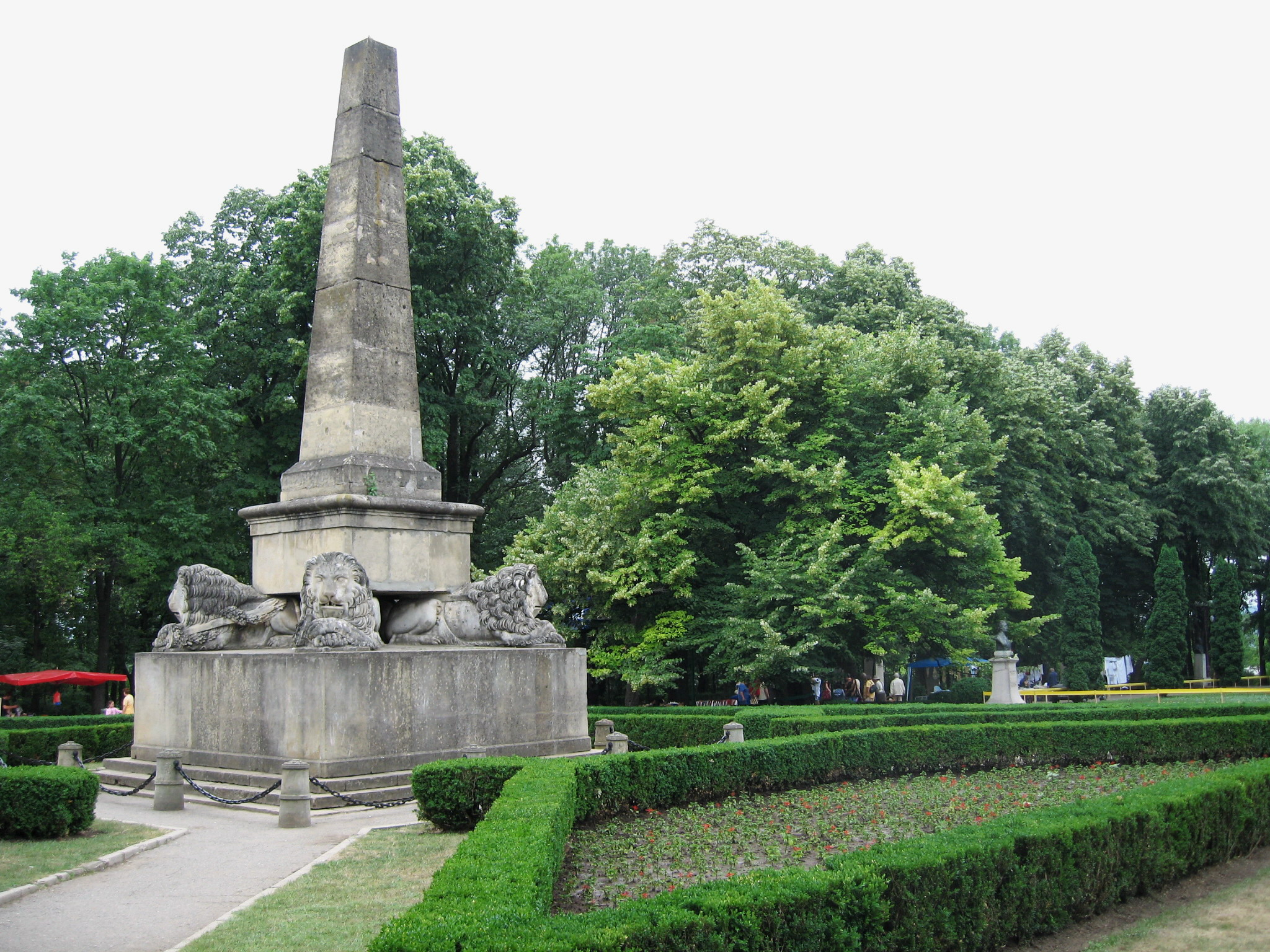
تمثال الأسود

بدأت أعمال التأسيس في عام 1833م آنذاك كانت مدينة ياش عاصمة مولدوفا، وقام غيوريغي أساكي بتصميمه. تبلغ مساحة متنزّه كوبو أكثر من 10 هكتار ويضم أقدم نصب تذكاري في رومانيا، أوبليسك من ليونز (1834)، يبلغ طوله 13.5 متر (44 قدم)، ومتحف ميهاي إمينسكو وله شجرة تاريخية، وزقاق جونيميا وتماثيل أخرى كثيرة، وتماثيل نصفية من البرونز.

## معرض صور

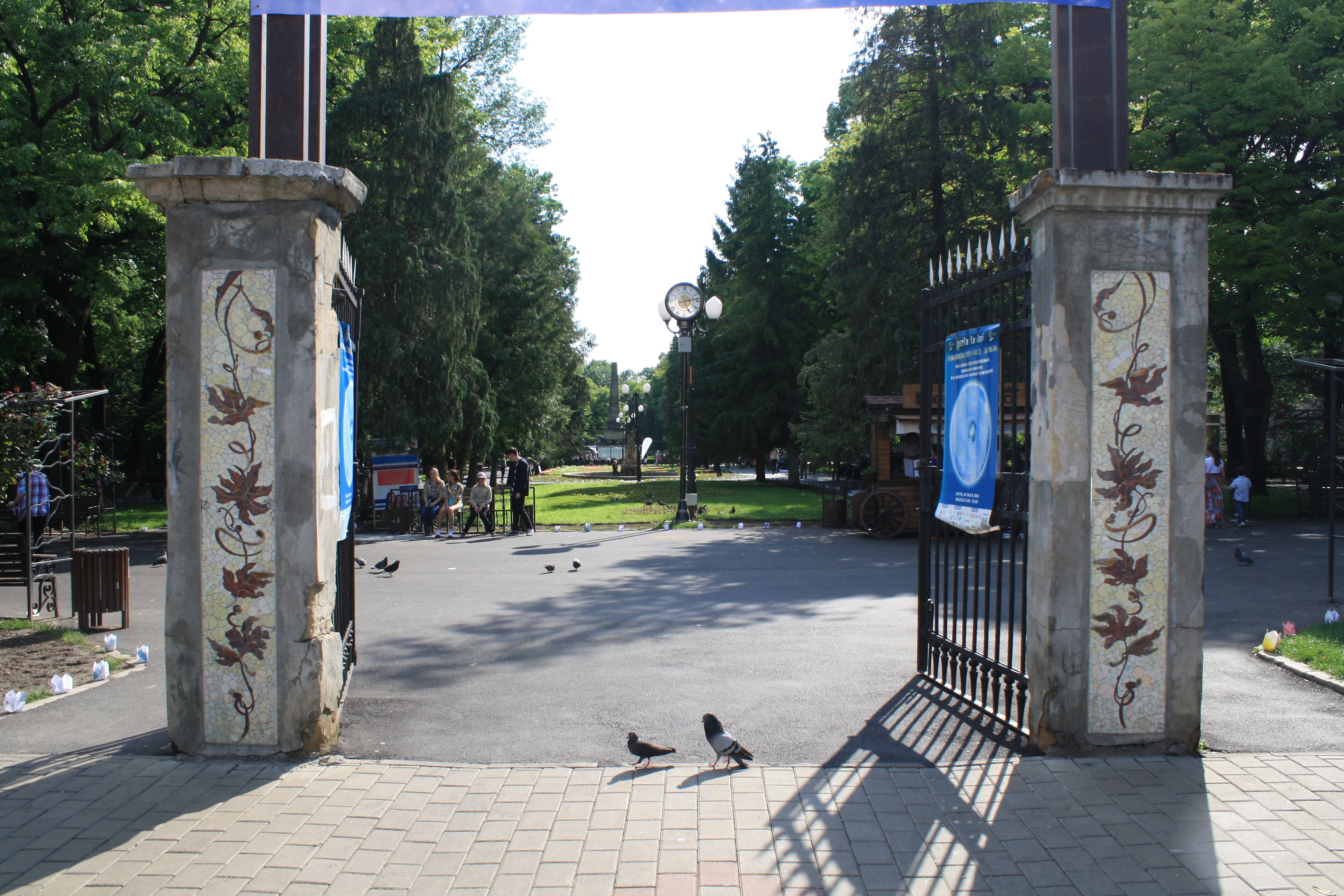
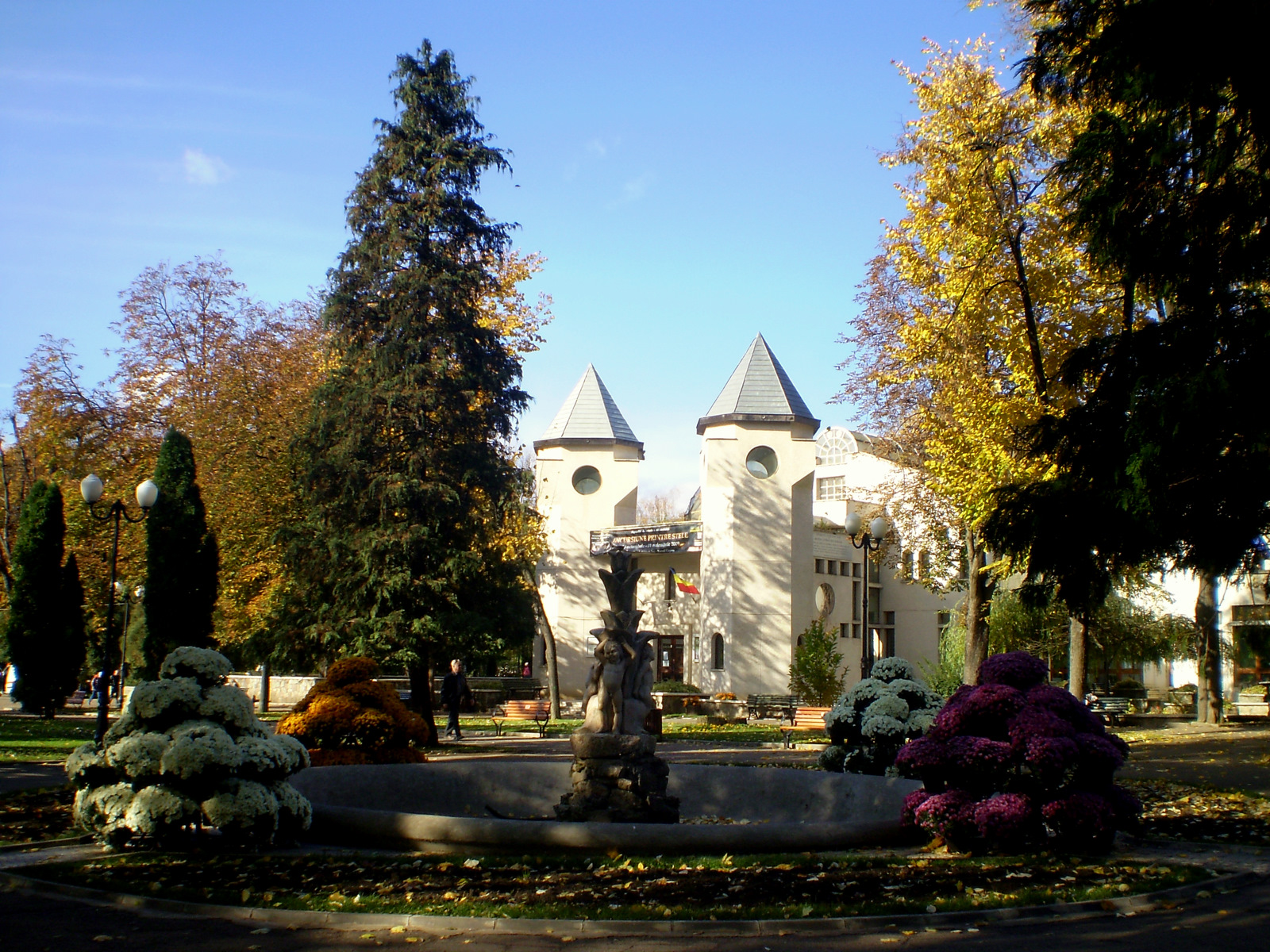
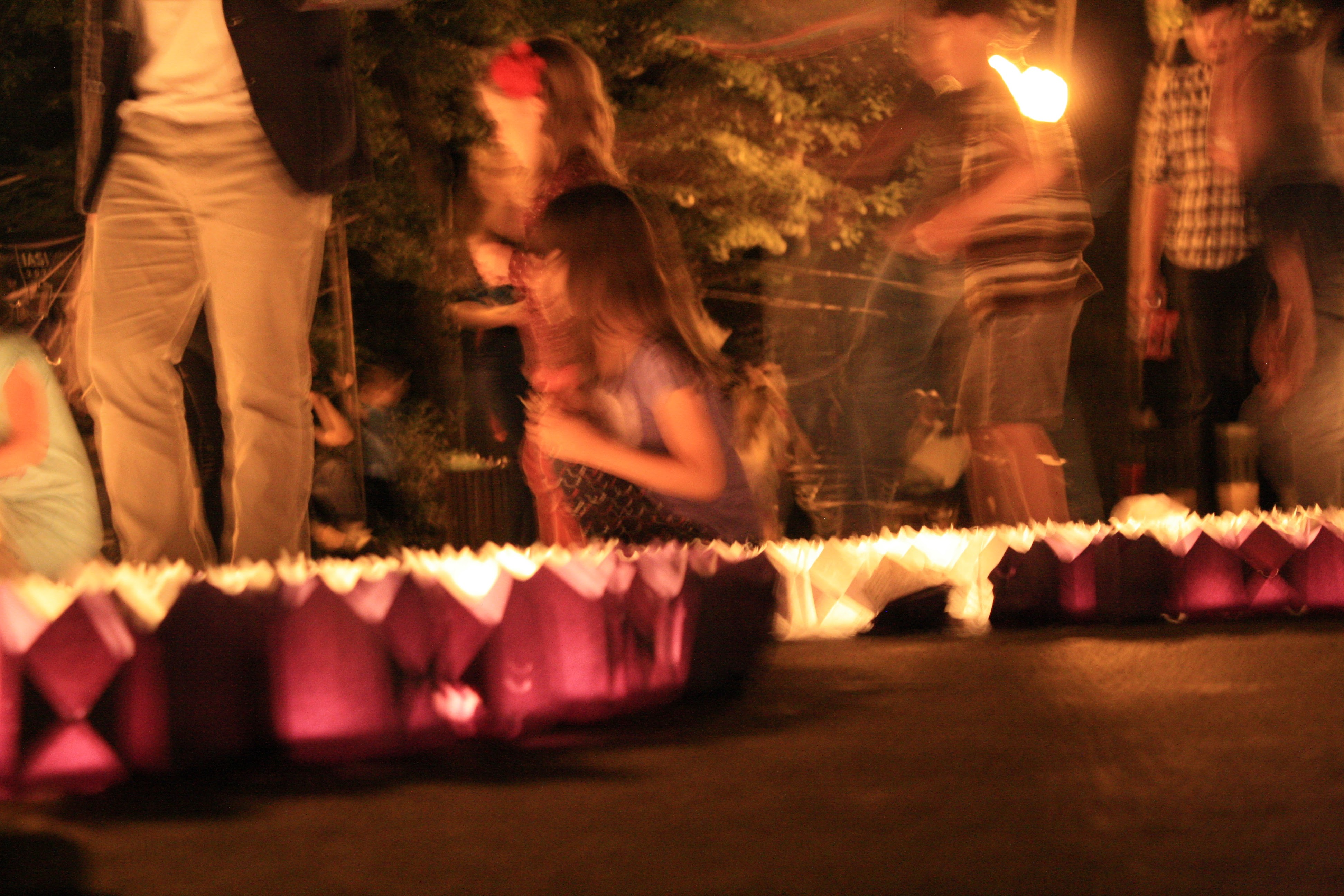
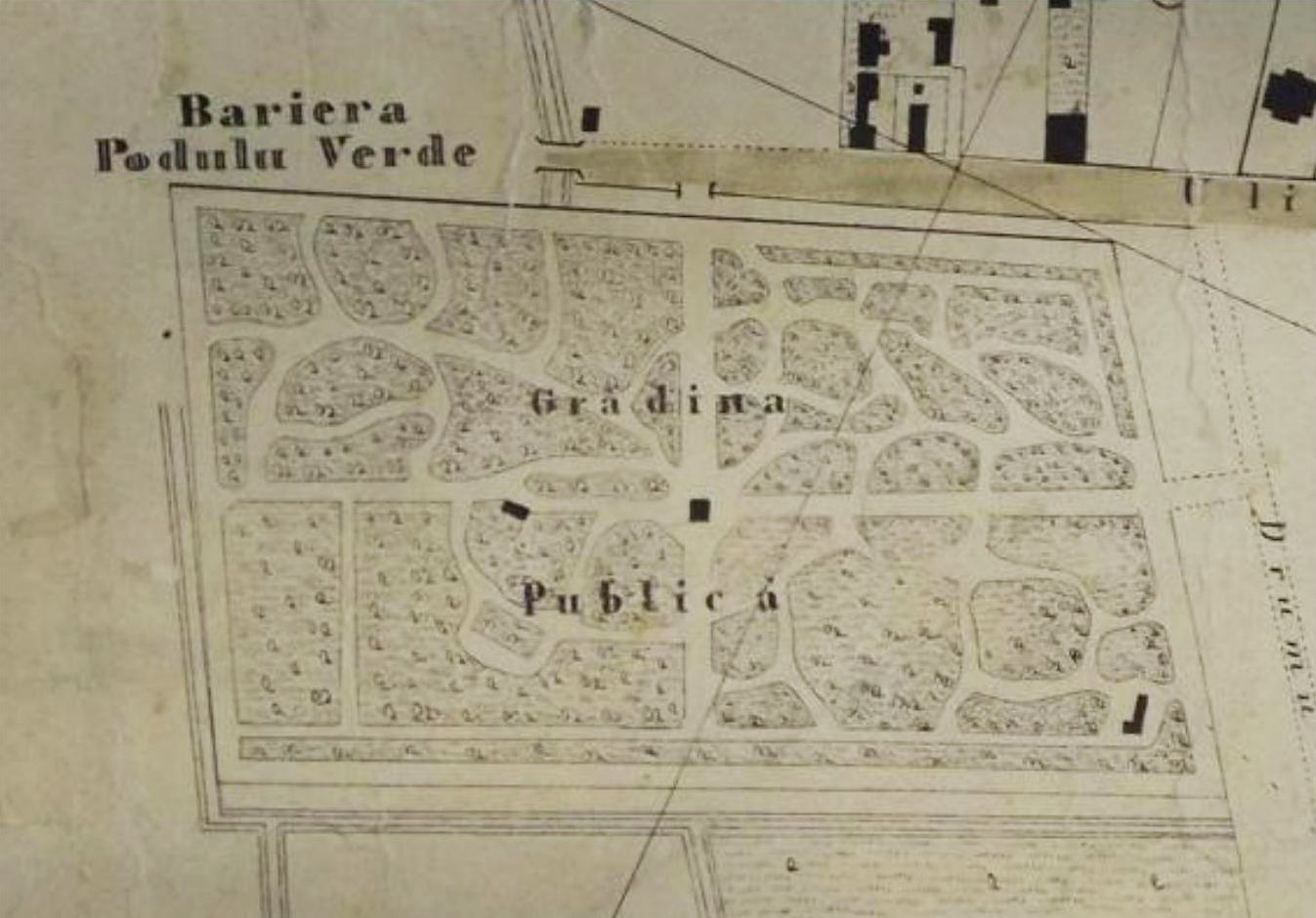